# Micești, Cluj

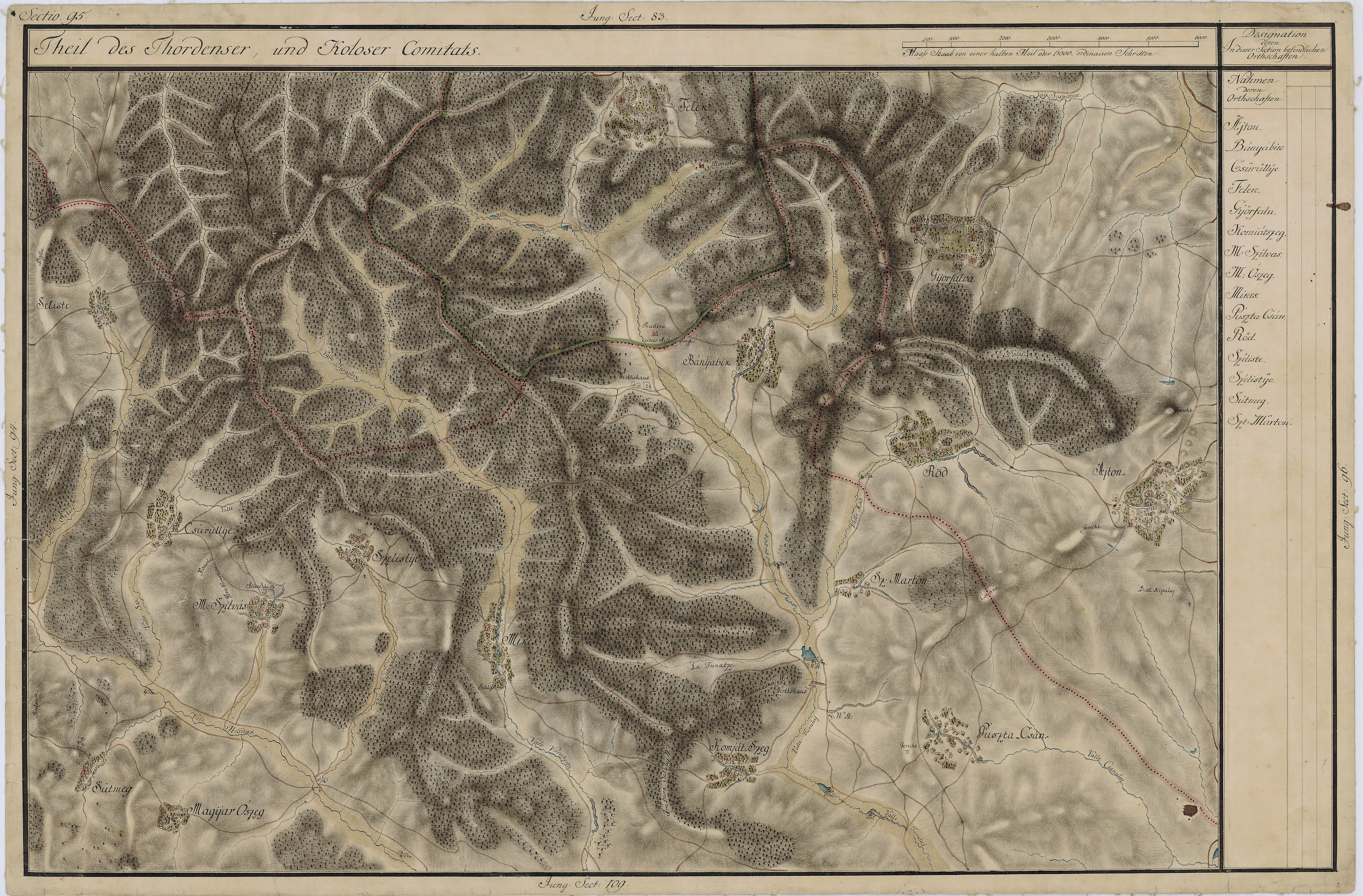
Miceşti pe Harta Iosefină a Transilvaniei, 1769-1773 (Sectio 095)

Micești, colocvial Micuș (în maghiară Mikes), este un sat în comuna Tureni din județul Cluj, Transilvania, România.

## Date geografice
Altitudinea medie: 576 m.

## Istoric
Următoarele obiective au fost înscrise pe Lista monumentelor istorice din județul Cluj, elaborată de Ministerul Culturii din România în anul 2015:
- Tumulii[4] preistorici din punctul “Țigla Veche”.
- Situl arheologic din punctul “Valea Micușului”.
- Cimitirul medieval din punctul “Valea Micușului”.

Satul este atestat documentar din anul 1297 într-un act de hotărnicie a Mănășturului, având ca vecinătate "Codrul Mare" („Bykfev”, „Făgetul”). La acea dată se numea "Pass Mikis", în 1367 "Mykus", în 1461 "Villa Mikes", în 1523 "Mikews", în 1733 "Mikus", iar în anul 1854 "Mikes" sau "Micuș".
În legătură cu acest sat, legenda spune că aici ar fi existat o cetate a Banului Mikud, unde locuitorii se adăposteau în timpul năvălirilor tătare.
Satele învecinate Micești și Săliște au avut, multă vreme, un singur stăpân. În secolele XV-XVI, aceste sate, ca și altele, și-au schimbat des stăpânii. În anul 1600 Mihai Viteazul face cadou cele două sate lui Napraghi Demeter, pentru serviciul făcut.
Documente de arhivă arată că, la jumătatea secolului al XV-lea, satul Micești era una dintre cele mai mari așezări românești din zonă, oamenii ocupându-se cu agricultura și cu creșterea animalelor.
Pe Harta Iosefină a Transilvaniei din 1769-1773 (Sectio 095), localitatea apare sub numele de „Mikes”. În partea de sud a satului  pe hartă este marcat amplasamentul unui conac (“Schloß”).

## Izvor de apă sărată
Pe teritoriul satului există un izvor cu apă sărată concentrată (“mărătoare”), dovada prezenței în adâncime a unui masiv de sare. Izvorul este captat într-un puț, căptușit cu scânduri groase, nivelul saramurii ajungând la suprafața solului. Satele din jur (Tureni, Ceanu Mic, Rediu, Mărtinești, Comșești, Vâlcele, Petreștii de Jos, Deleni, Livada, Plaiuri, Agriș, Crăești, Săliște) se aprovizionau sistematic cu saramură de aici, utilizată în alimentație si pentru conservarea cărnii de porc. Fiind domeniu obștesc, accesul era gratuit pentru sătenii din Micești. Pentru cei ce veneau din alte sate era percepută o taxă, practică ce s-a menținut până în preajma celui de al doilea război mondial. Fântâna de saramură este utilizată și în prezent.

## Demografie
De-a lungul timpului populația localității a evoluat astfel:

## Lăcașuri de cult
- Biserica Pogorârea Sfântului Duh, din 1794. Biserica este înscrisă pe Lista monumentelor istorice din județul Cluj [6], elaborată de Ministerul Culturii din România în anul 2015.

## Imagini

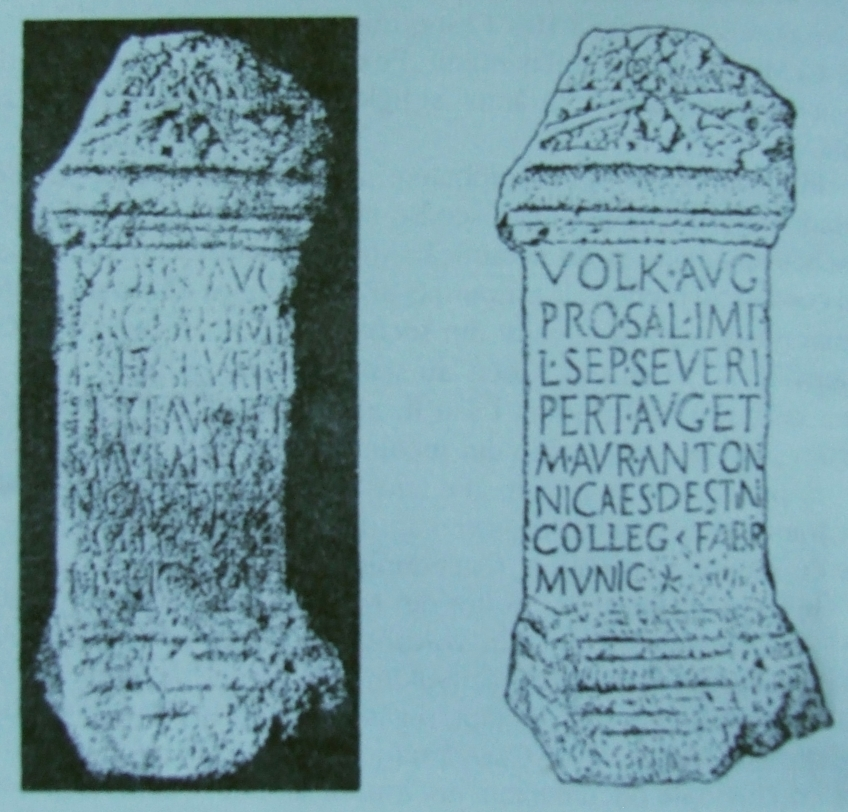
Altar votiv descoperit la Micești
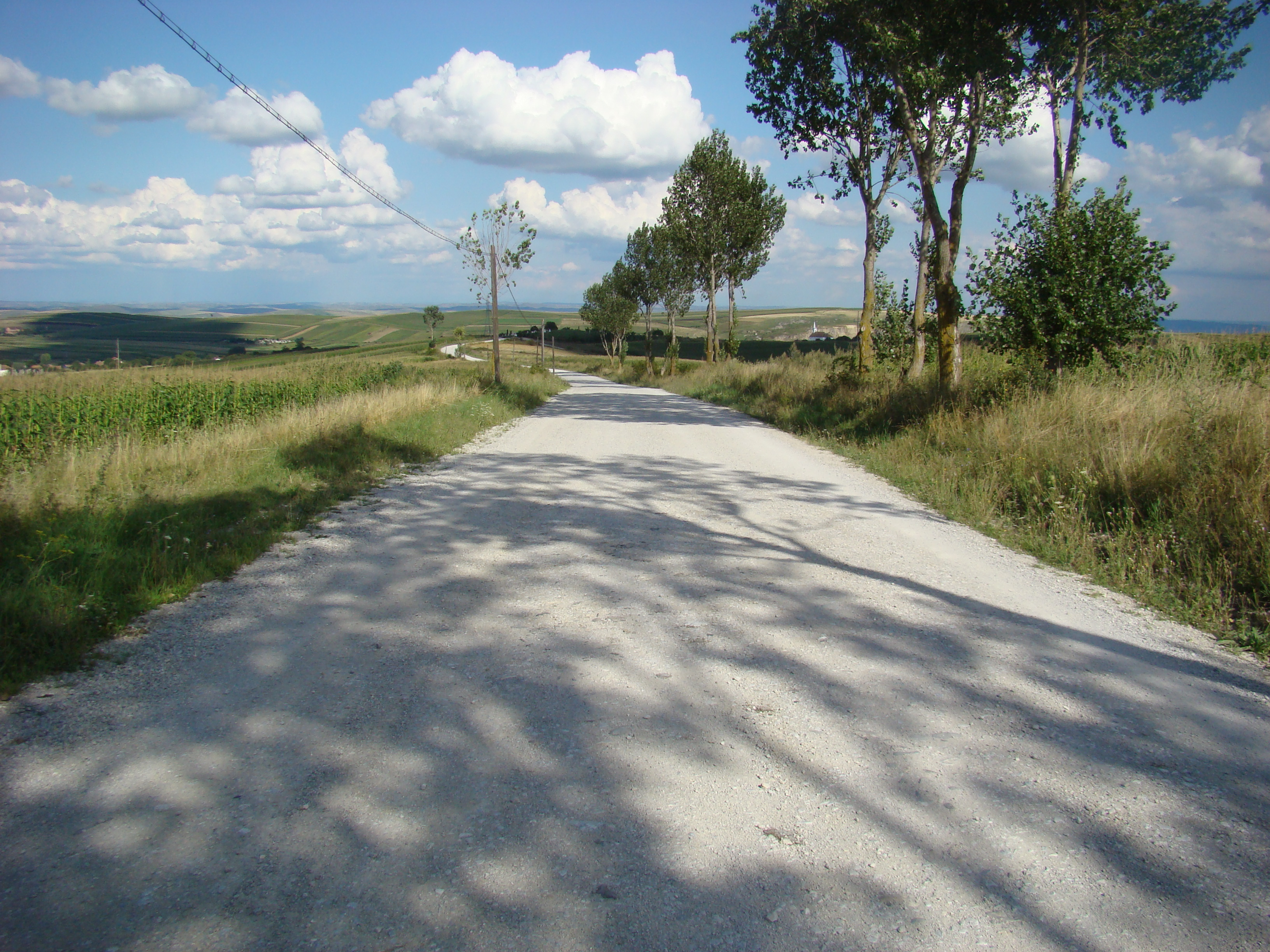
Drumul comunal Tureni-Micești
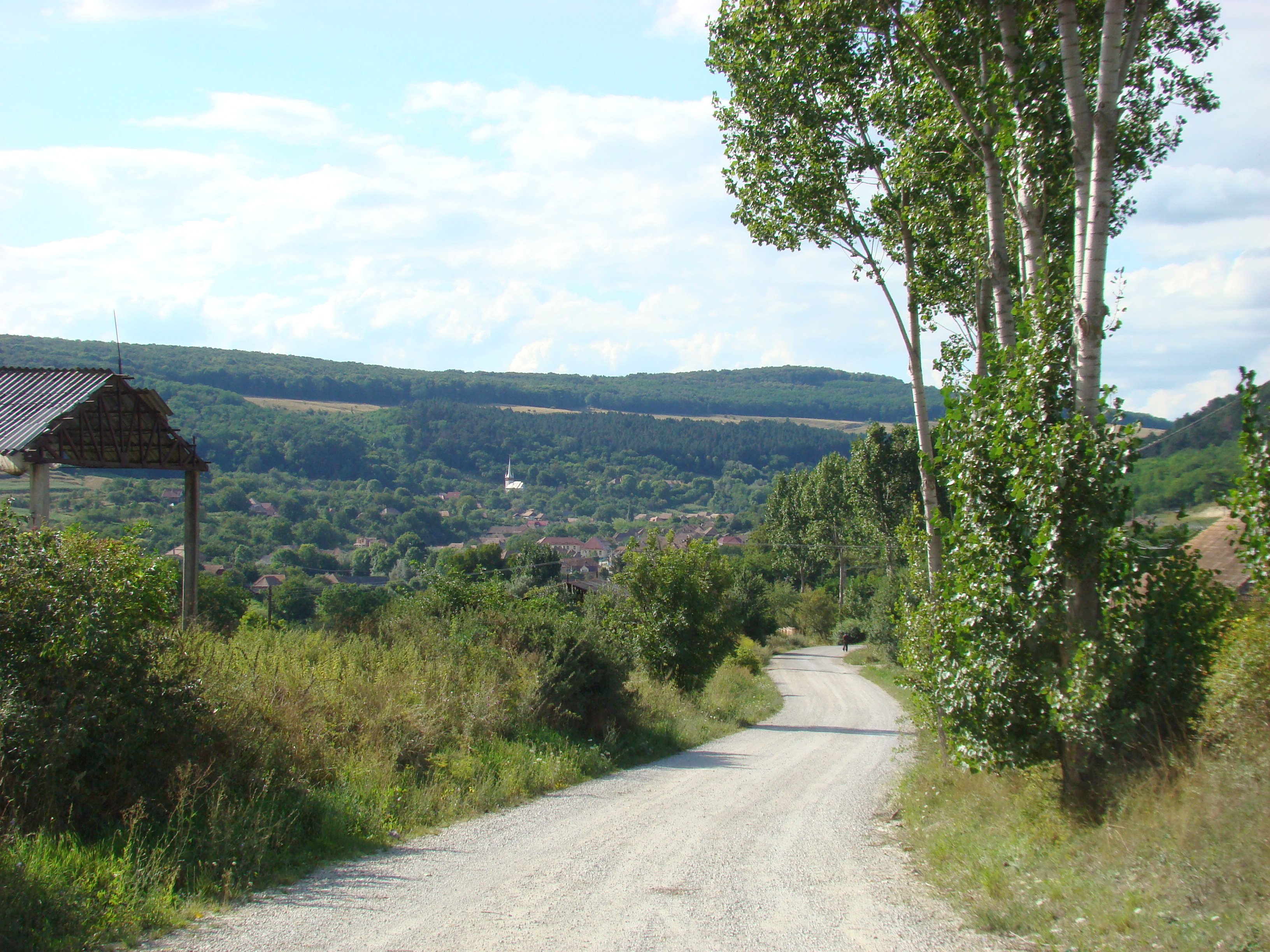
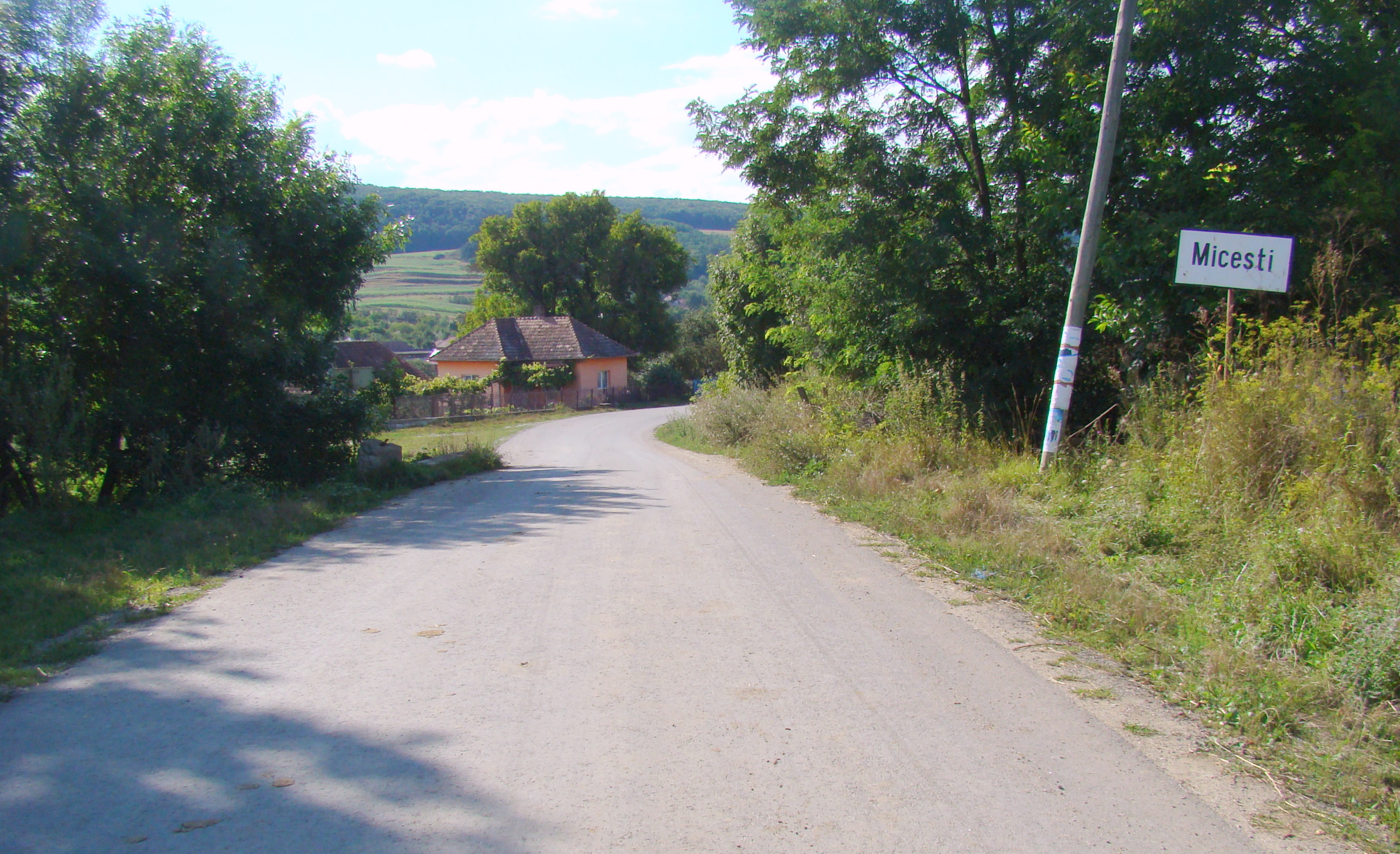
Intrarea în localitate
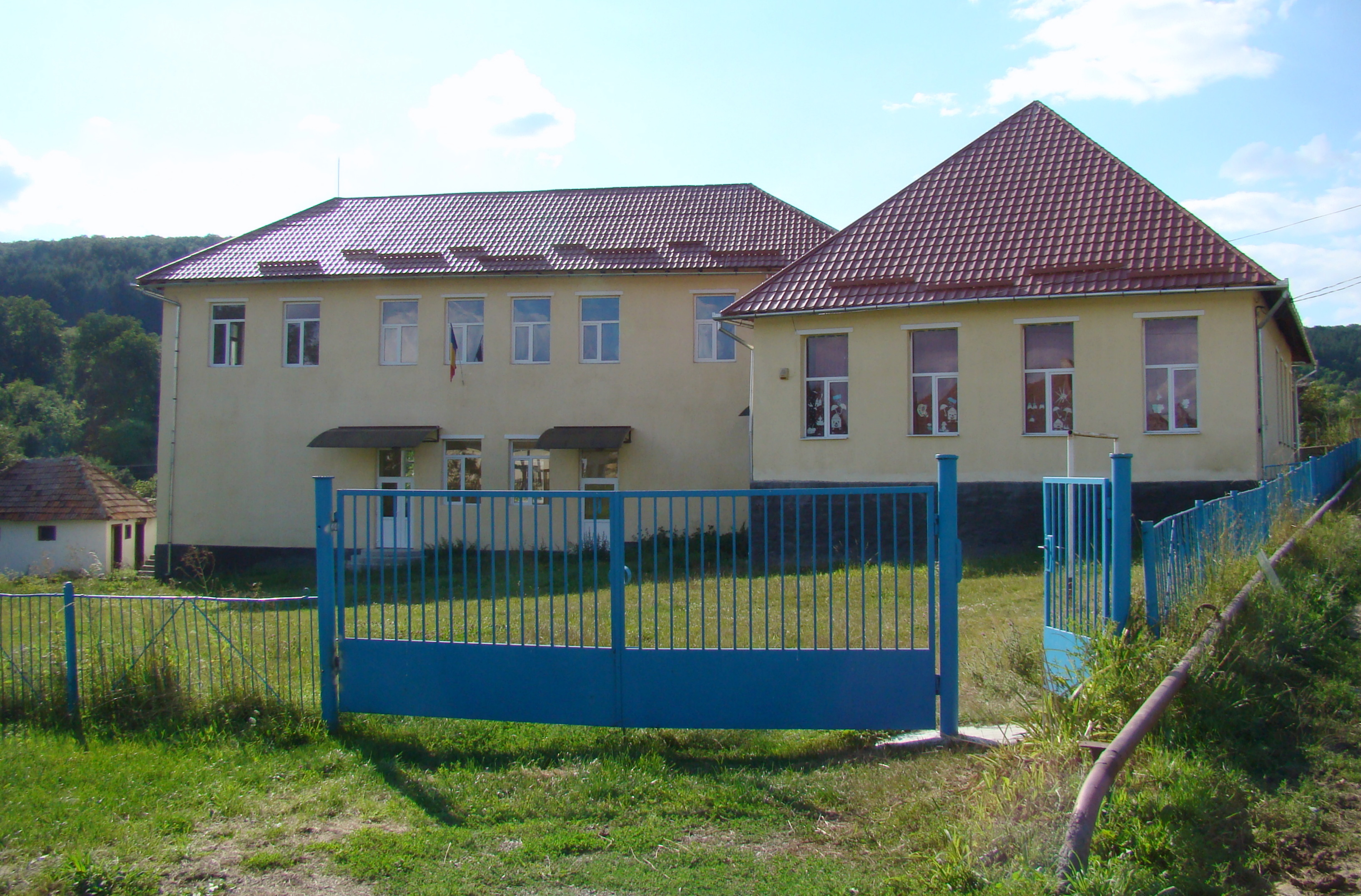
Școala
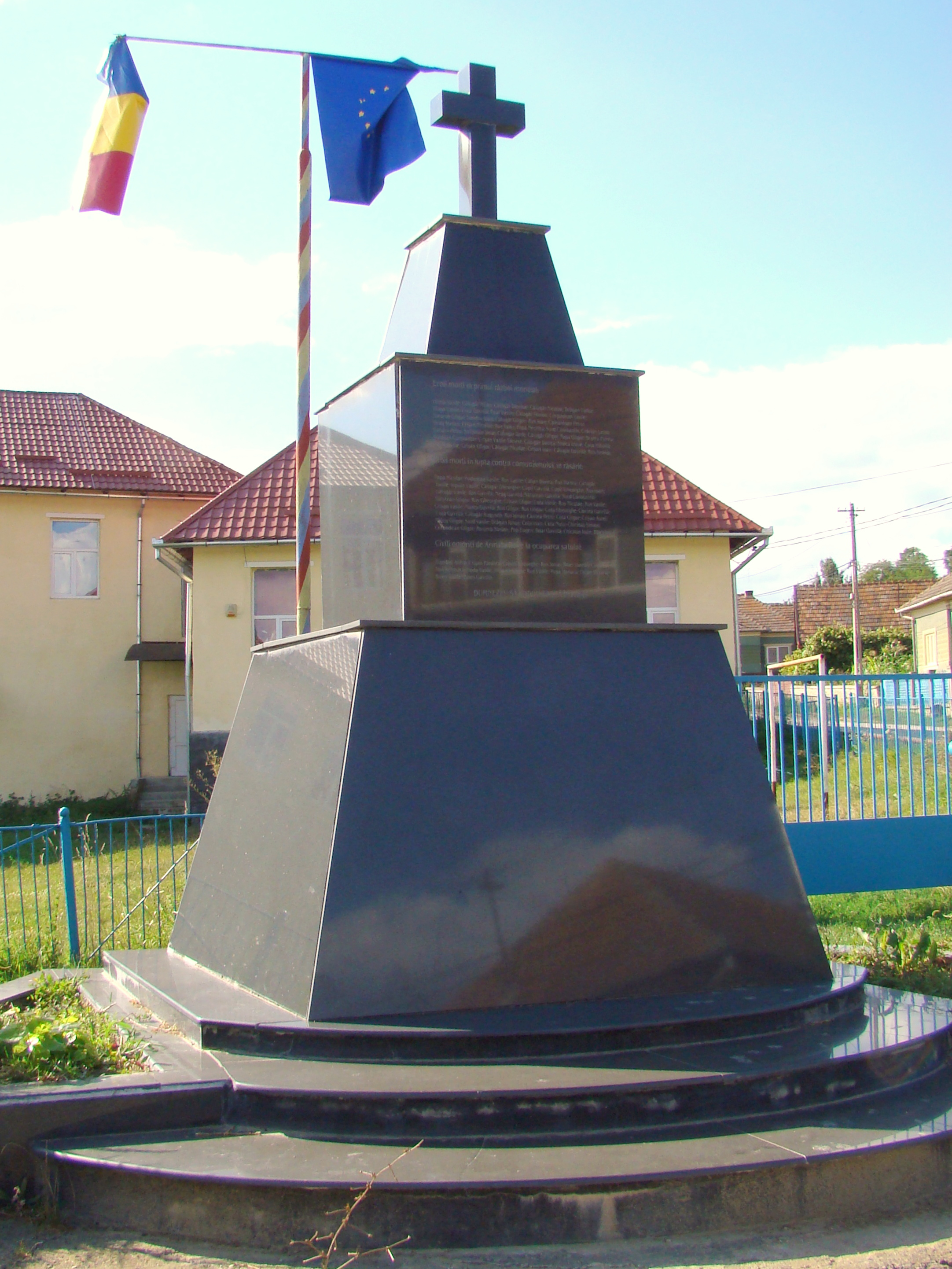
Monumentul Eroilor
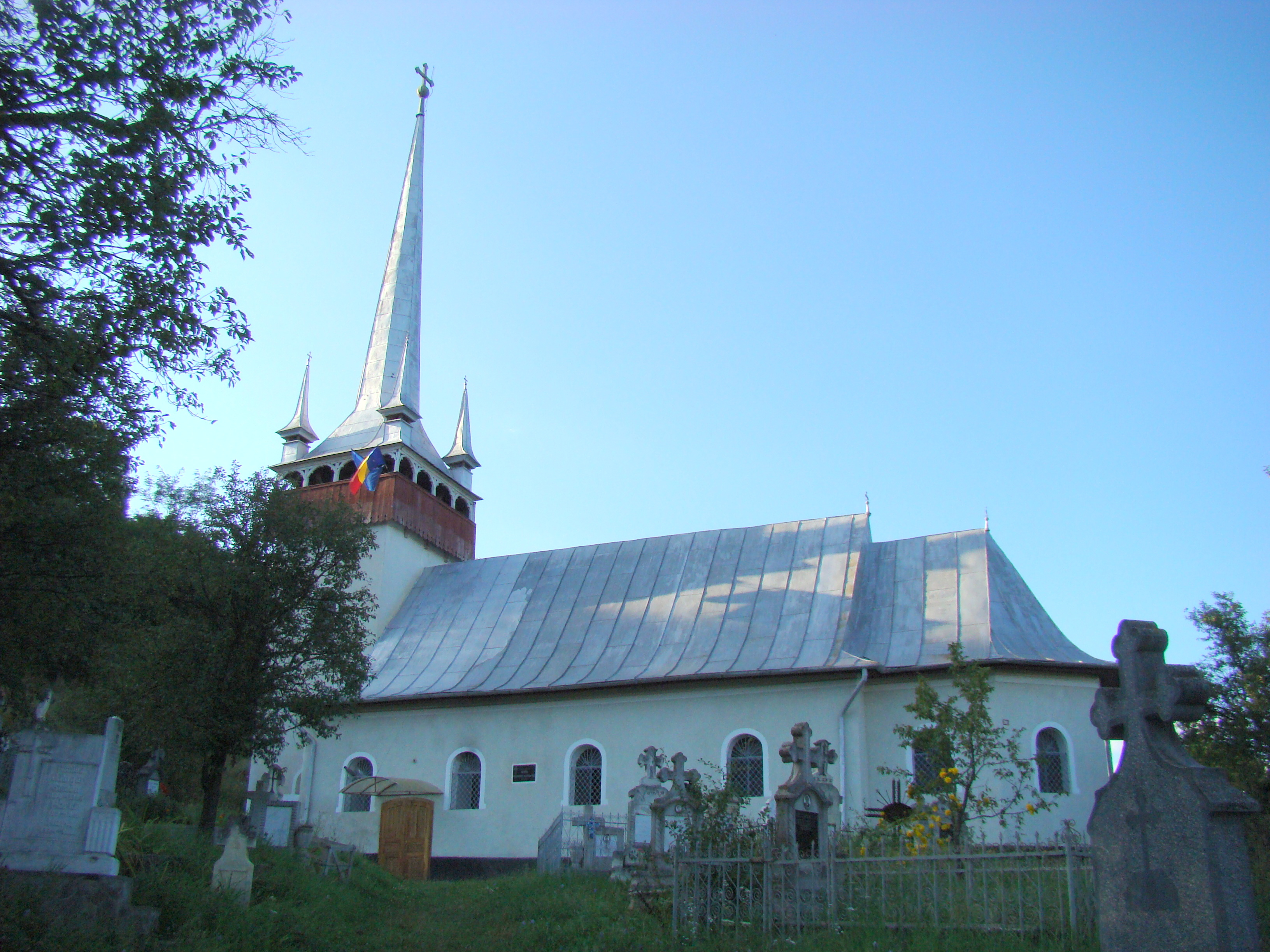
Biserica „Pogorârea Sfântului Duh" (monument istoric)
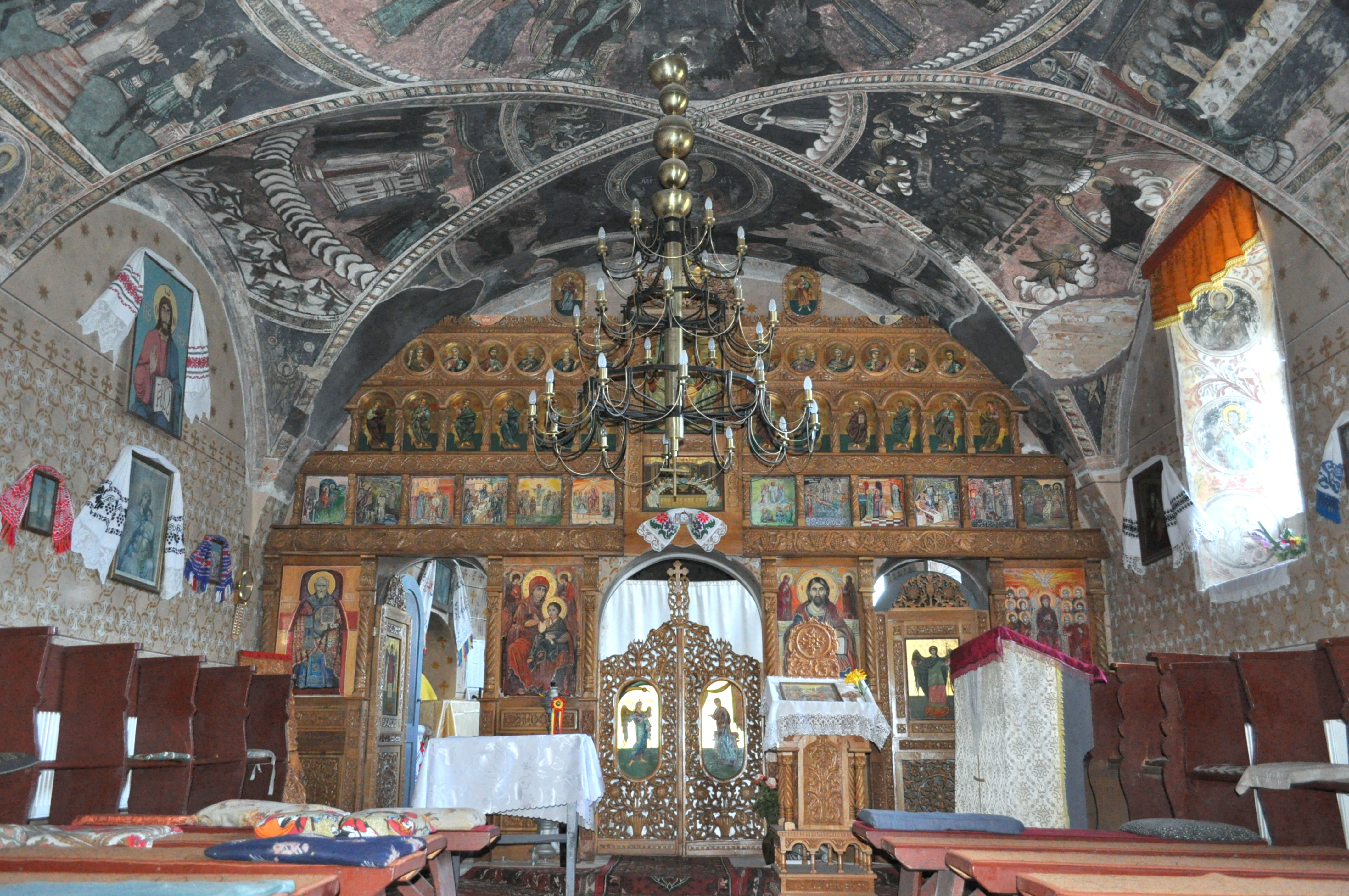
Biserica „Pogorârea Sfântului Duh" (nava spre iconostas)
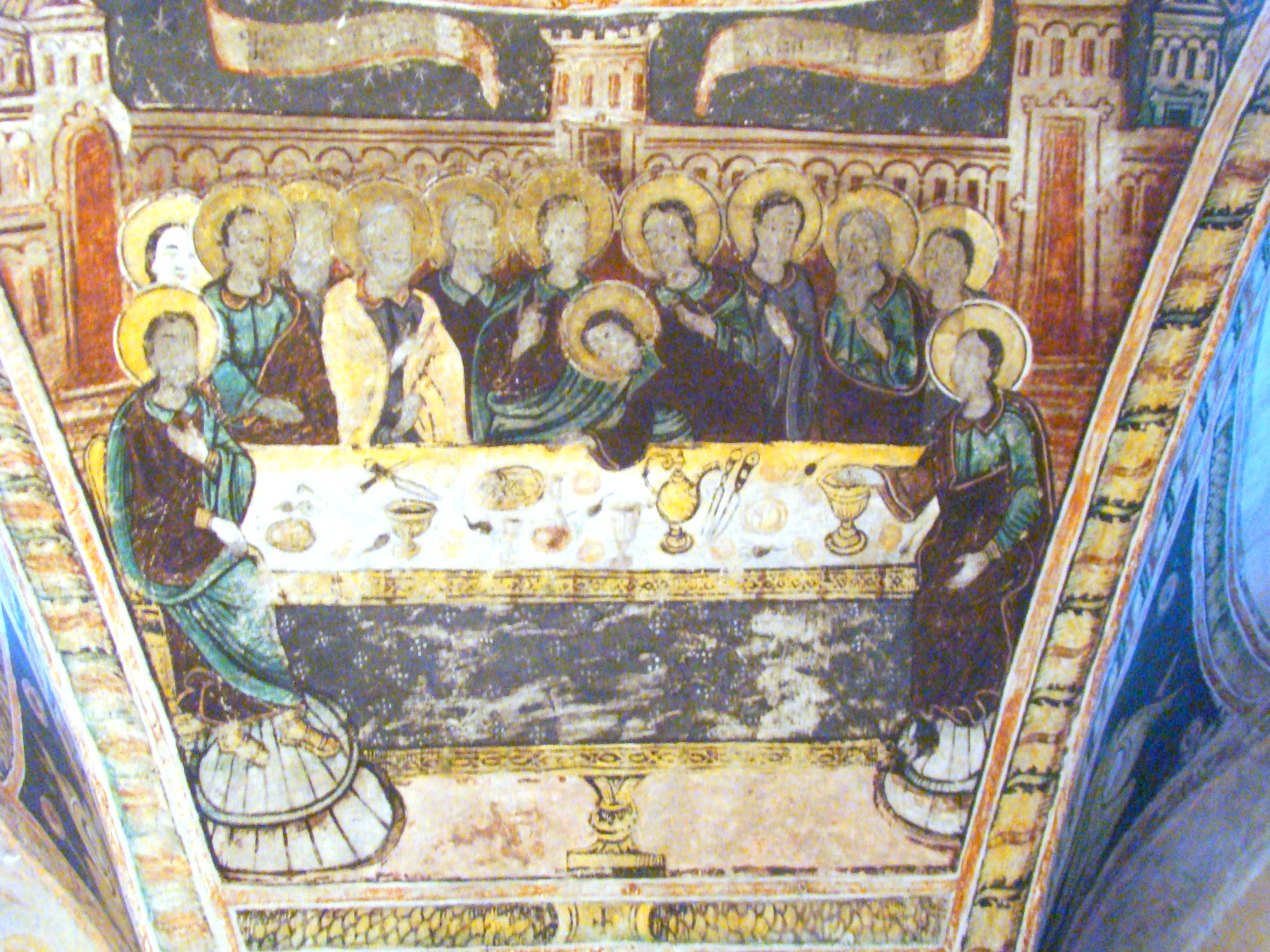
Pictura parietală: Cina cea de Taină
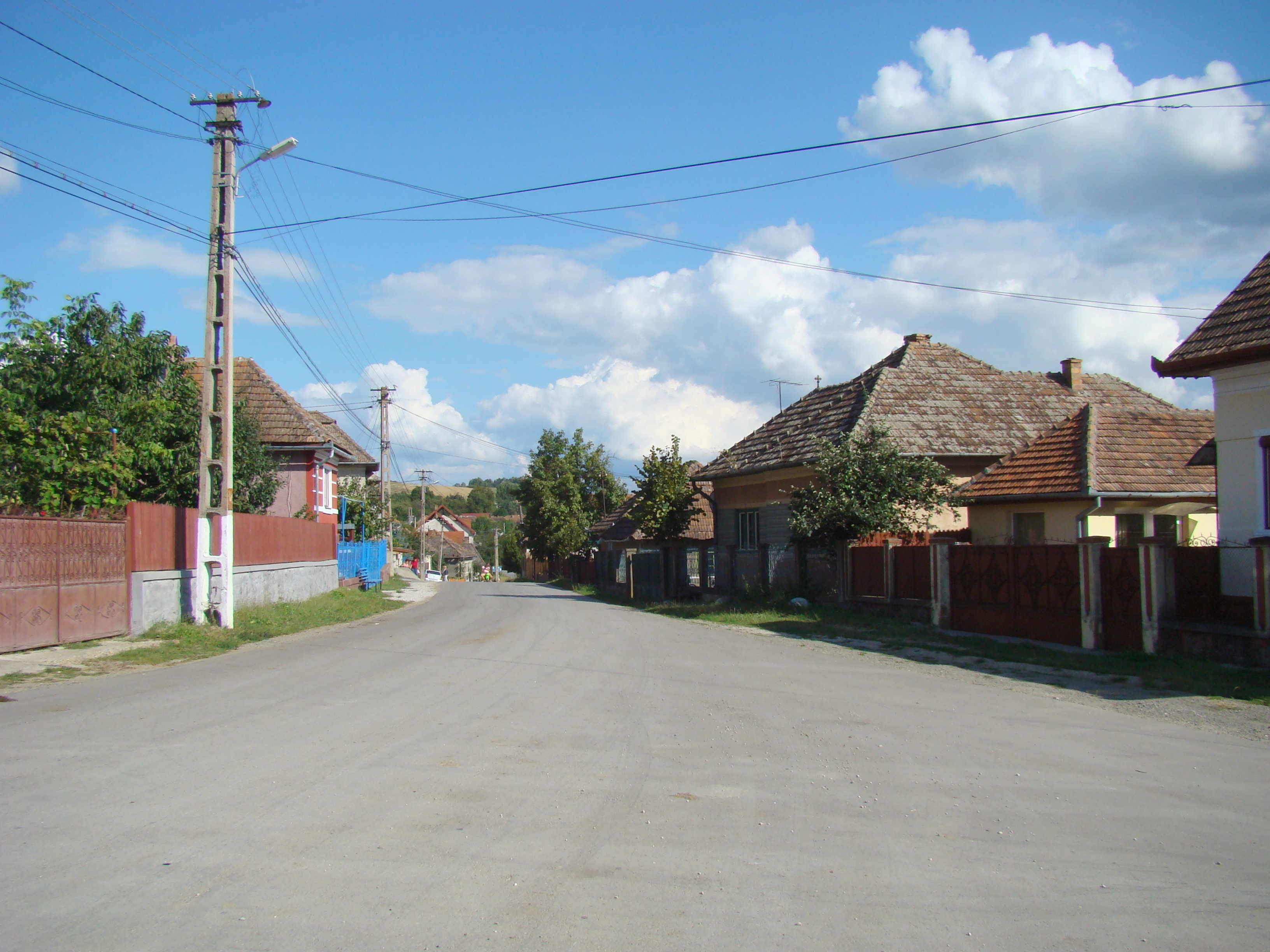